# Liste der Herrscher namens Otto
Otto hießen folgende Herrscher:

## Otto
- Otto (Griechenland) (1815–1867), König von Griechenland (1832–1862)
  - Otto (Burgund), Herzog von Burgund (960–965)
  - Otto von Worms, Herzog von Kärnten (995–1004)
  - Otto (Polen), Co-Herzog von Polen (1031/1032–1033)
  - Otto von Savoyen, Herzog (1048–1060)
  - Otto der Reiche, Herzog von Sachsen (1112–1114)
  - Otto der Reiche, Markgraf von Meißen (1125–1190)
  - Otto von Hohenstaufen, Pfalzgraf von Burgund (1190–1200)
  - Otto das Kind, Herzog von Braunschweig-Lüneburg (1235–1252)
  - Otto (Braunschweig-Göttingen)  genannt der Milde, Herzog von Braunschweig-Lüneburg und Göttingen (1318–1344)
  - Otto der Fröhliche, Herzog von Österreich (1330–1339)
    - Otto (Kleve), Graf von Kleve (1305–1310)
    - Otto (Lippe-Brake) (1589–1657), Graf von Lippe-Brake

### Otto I.
- Otto I. (HRR), der Große, König des Ostfrankenreichs (936–973) und römisch-deutscher Kaiser (seit 962)
- Otto I. (Bayern), König von Bayern (1886–1916)
  - Otto I. (Anhalt), Fürst von Anhalt-Aschersleben (1266–1304)
  - Otto I. (Athen), Herzog von Athen (1205–1225)
  - Otto I. (Bayern), Herzog von Bayern (1117–1183)
  - Otto I. (Braunschweig), Herzog von Braunschweig (1235–1252)
  - Otto I. (Braunschweig-Göttingen), nomineller Herzog von Braunschweig-Lüneburg und ab 1367 Fürst im Fürstentum Göttingen
  - Otto I. (Braunschweig-Lüneburg-Harburg), Fürst von Lüneburg und Inhaber der Herrschaft in Harburg (1495–1549)
  - Otto I. (Burgund), Pfalzgraf von Burgund (1170–1200)
  - Otto I. (Kärnten), Herzog von Kärnten, ist Otto von Worms (948–1004)
  - Otto I. (Mähren), der Schöne, Herzog von Olmütz
  - Otto I. (Pommern), Herzog von Pommern (1295–1344)
  - Otto I. (Sachsen) der Erlauchte, Herzog von Sachsen (880–912)
  - Otto I. (Schwaben), Herzog von Bayern (976–982)
    - Otto I. (Bentheim), Graf (1166–1208)
    - Otto I. (Brandenburg), Markgraf von Brandenburg (1170–1184)
    - Otto I. (Geldern), Graf von Geldern (1182–1207)
    - Otto I. (Waldeck), Graf (1276–1305)
    - Otto I. (Hessen), Landgraf von Hessen (1308–1328)
    - Otto I. (Nassau), Graf von Nassau (1247–1290)
    - Otto I. (Pfalz-Mosbach), Pfalzgraf (1390–1461)
    - Otto I. (Rietberg), Graf (1313–1347)
    - Otto I. (Schwerin) (* vor 1328; † 1356) Graf von Schwerin
    - Otto I. (Schaumburg), Graf (1366–1404)
    - Otto I. (Tecklenburg), Graf (1202–1263)
    - Otto I. (Weimar), Graf von Weimar-Orlamünde und Markgraf von Meißen (1062–1067)
    - Otto I. (Lebenau), Graf von Lebenau (1190–1205)

### Otto II.
- Otto II. (HRR), deutscher König (973–983) und römischer Kaiser (seit 982)
  - Otto II. (Bayern), Herzog des Stammesherzogtums (1061–1070), siehe Otto von Northeim
  - Otto II. (Bayern), der Erlauchte, Herzog des Territoriums der Wittelsbacher (1231–1253)
  - Otto II. (Braunschweig-Lüneburg), Herzog (1277–1330)
  - Otto II. (Braunschweig-Göttingen), der Einäugige, Herzog (1380–1463)
  - Otto II. (Braunschweig-Harburg), Herzog (1528–1603)
  - Otto II. (Bremen), Erzbischof (um 1364–1406)
  - Otto II. (Schwaben), Herzog (1045–1047)
  - Otto II. (Pommern), Herzog (1413–1428)
  - Otto II. (Mähren), der Schwarze, Herzog (1099–1126)
  - Otto II. (Pfalz-Mosbach), Pfalzgraf (1461–1490)
    - Otto II. (Habsburg), Graf (–1111)
    - Otto II. (Brandenburg), Markgraf (1184–1205)
    - Otto II. (Haslau) (* um 1195, † zwischen 13. Dezember 1287 und 5. Februar 1289)
    - Otto II. (Bentheim), Graf (1248–1264)
    - Otto II. (Geldern), der Lahme, Graf (1229–1271)
    - Otto II. (Oldenburg-Delmenhorst), Graf von Oldenburg und Delmenhorst (1278–1304)
    - Otto II. (Bentheim-Tecklenburg) († nach 1279), Graf von Bentheim, Burggraf von Utrecht, Graf von Tecklenburg
    - Otto II. (Ravensberg) († 1244), Graf von Ravensberg
    - Otto II. (Waldeck), Graf von Waldeck (1344–1369)
    - Otto II. (Rietberg), Graf (1365–1389)
    - Otto II. (Schaumburg), Graf (1426–1464)

### Otto III.
- Otto III. (HRR), deutscher König (980–1002) und römischer Kaiser (seit 996)
  - Otto III. (Bayern), König von Ungarn (1305–1308)
    - Otto III. (Mähren), Herzog von Mähren-Olmütz (1122–1160)
    - Otto III. (Braunschweig-Lüneburg), Herzog (1330–1352)
    - Otto III. (Kärnten), Herzog (1295–1310)
    - Otto III. (Pommern), Herzog (1451–1464)
      - Otto III. (Brandenburg), Markgraf (1220–1267)
      - Otto III. (Bentheim), Graf (1344–1364)
      - Otto III. (Oldenburg-Delmenhorst), Graf von Oldenburg und Delmenhorst (1355–1374)
      - Otto III. (Hoya), Graf (1383–1428)
      - Otto III. (Ravensberg), Graf (1249–1306)
      - Otto III. (Rietberg), Graf (1516–1535)
      - Otto III. (Schaumburg), Graf (1492–1510)
      - Otto III. (Waldeck) (Otto III. von Waldeck zu Landau; * um 1389, † 1458/1459), Graf („ältere Landauer Linie“ des Hauses Waldeck)

### Otto IV.
- Otto IV. (HRR), von Braunschweig, deutscher König (1198–1218) und römischer Kaiser (seit 1209)
  - Otto IV. (Bayern), der Abbacher, Herzog (1310–1334)
  - Otto IV. (Kärnten), Herzog (1335–1339)
  - Otto IV. (Braunschweig-Lüneburg), der Hinkende, Herzog von Braunschweig-Lüneburg (1434–1446)
  - Otto IV. (Braunschweig), Herzog und Fürst von Tarent (1383–1398)
    - Otto IV. (Brandenburg), Markgraf (1266–1308)
    - Otto IV. (Burgund), Pfalzgraf (1279–1303)
    - Otto IV. (Ravensberg), Graf (1306–1328)
    - Otto IV. (Oldenburg-Delmenhorst), Graf von Oldenburg und Delmenhorst (1380–1418)
    - Otto IV. (Rietberg), Graf (1535–1552)
    - Otto IV. (Schaumburg), Graf (1544–1576)
    - Otto IV. (Waldeck) (Otto IV. von Waldeck zu Landau; * 1448 (1440/1441), † 1495), Graf („ältere Landauer Linie“ des Hauses Waldeck)

### Otto V.
- Otto V. (Pfalzgraf von Bayern), Pfalzgraf von Bayern († 1156)
- Otto (V.) (Brandenburg)
- Otto V. (Tecklenburg), Graf (1307–1328)
- Otto V. (Bayern), Kurfürst (1365–1373)
- Otto V. (Braunschweig-Lüneburg), Herzog zu Braunschweig-Lüneburg (1464–1471)
- Otto V. (Schaumburg), Graf (1635–1640)

### Otto VI.
- Otto VI., Pfalzgraf von Bayern (1156–1180) ist: Otto I., Herzog von Bayern
- Otto VI. (Tecklenburg), Graf (1360/67–1388)

### Otto VII.
- Otto VII. (Meranien), Herzog von Meranien (1171/84–1234)
- Otto VII. (Pfalzgraf von Bayern), Pfalzgraf von Bayern (1180–1189)
- Otto VII. (Tecklenburg), Graf (1426–1450)

### Otto VIII.
- Otto VIII. (Pfalzgraf von Bayern), Pfalzgraf von Bayern (1189?/1193–1209)
- Otto VIII. (Hoya), Graf 1575–1582

## Kirchliche Herrscher
- Otto von Riedenburg († 1089), von 1061 bis 1089 Bischof von Regensburg
- Otto von Bamberg, Otto I., Bischof von Bamberg, Otto der Heilige (1102–1139)
- Otto von Bruchsal († 1274), Probst von Sankt Guido in Speyer, Reichskanzler
- Otto von Freising, Bischof von Freising und Geschichtsschreiber (nach 1111–1158)
- Otto von Reval (* um 1280; † 1349), Bischof von Kulm (seit 1323)
- Otto (Prag) († 1148), Bischof von Prag
- Otto (Eichstätt), Bischof von Eichstätt (1182–1196)
- Otto (Magdeburg), Otto von Hessen, Erzbischof von Magdeburg (1327–1361)
- Otto von Grandson († 1309), 1306 Bischof von Toul und von 1306 bis 1309 Bischof von Basel
- Otto von Ziegenhain, Erzbischof und Kurfürst von Trier (1418–1430)

- Otto I. von Oldenburg, Fürstbischof von Münster (1203–1218)
- Otto I. von Geldern, Fürstbischof von Utrecht (1212–1215)
- Otto I. von Lobdeburg († 1223), Bischof von Würzburg
- Otto I. von Minden (* wahrscheinlich 1225; † 1275), von 1266 bis 1275 Fürstbischof von Minden
- Otto I. (Bremen), von 1344 bis 1348 Erzbischof von Bremen

- Otto VI. von Andechs (Otto II. von Bamberg; 1177–1196)
- Otto II. von Konstanz († 1174), von 1165 bis 1174 Bischof von Konstanz
- Otto II. von Lippe, Fürstbischof von Münster (1247–1259)
- Otto II. von Utrecht (Otto II. von Lippe; † 1227), Bischof von Utrecht
- Otto II. von Warburg † 1288, Abt von Kloster Werden
- Otto Jäger † 1385, Abt von Kloster Ebrach
- Otto II. von Wettin († 1368; Otto von Leisnig), von 1366 bis 1368 Bischof von Minden

- Otto III. von Rietberg, Fürstbischof von Münster (1301–1306)
- Otto III. von Holland, Fürstbischof von Utrecht (1233–1249)
- Otto III. von Hachberg (1388–1451), von 1410 bis 1434 Bischof von Konstanz
- Otto IV. von Hoya, Fürstbischof von Münster (1392–1424)

## Nichtregenten
- Otto (Merowinger), Hausmeier von Austrasien (?–642)
- Otto von Habsburg, ältester Sohn des letzten österreichischen Kaisers Karl I. (Österreich-Ungarn) (1912–2011)